# Rifargia kawensis
Rifargia kawensis är en fjärilsart som beskrevs av Paul Thiaucourt 1987. Rifargia kawensis ingår i släktet Rifargia och familjen tandspinnare. Inga underarter finns listade.